# پیر دوبوآ
پیر دوبوآ (به فرانسوی Pierre Dubois؛ زاده ۱۹ ژوئیه ۱۹۴۵)، نویسنده بین‌المللی فرانسوی است که به عنوان متخصص در موضوعات مرتبط به داستان‌های جادوگری شناخته شده‌است. او نویسنده و داستان سرای داستان‌های کامیک فرانکو بلژیکی است که در مورد پریان و شخصیت‌های کوچک قامت قصه‌های عامیانه فرانسوی است. در دوران جوانی مجذوب داستان‌های جن و پری و فانتزی‌هایی از این دست شد و سپس با تحصیل در رشته هنر تبدیل به تصویرگر این شخصیت‌ها گردید. او افسانه‌های محلی را گردآوری کرد و با مضامینی جدید بیش از سی سال است که در رادیو و تلویزیون مشغول بازگویی آنهاست همچنین مبدع عنوان اِلفیکولوژی یا اِلف‌شناسی به عنوان یک رشته برای مطالعه «افراد کوچک» (پریان، گابلینها، لوتنها و دیگر موجودات مشابه) است، اگر چه این عنوان در اصل فقط یک شوخی توسط او بود. اولین کتاب کامیک او در سال ۱۹۸۶ منتشر شد و از آن به بعد او هر ساله اثر جدیدی تولید می‌کند و همچنین به‌طور منظم در تلویزیون و کنفرانس‌ها با موضوع افسانه‌ها و قصه‌های مربوط به شخصیت‌های تخیلی، که تخصص وی بوده‌است حضور می‌یابد. 

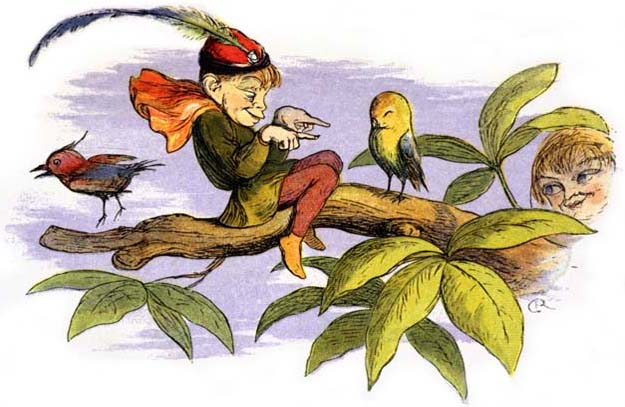
تصویر از یک الف درحال اذیت کردن یک پرنده، کشیده شده توسط ریچارد دویل.

## اوایل زندگی حرفه‌ای
پیر دوبوا تحصیل خود را به منظور صرف کردن بیشتر وقتش برای نویسندگی و تصویرگری رها کرد و سعی کرد به عنوان تصویرگر مجلات کامیک فعالیت کند اما برای چنین شغلی کار به اندازه کافی وجود نداشت. همچنین در این زمان وی شروع به جمع‌آوری افسانه‌های محلی که در حال فراموشی بودند کرد. مدتی بعد وی به خدمت سربازی رفت و این مدت را در اپرنه گذراند. در آنجا با دختر آرنولد ون گنپ که یک قصه گوی فولکلوریک بود ملاقات کرد و از این طریق با کلاد سیگنول آشنا شد. او نویسنده‌ای علاقه‌مند به قصه‌های افسانه‌ای بود و پیر دوبوا را برای تصویرگری داستان‌هایش استخدام کرد.